# Hajime Isayama
Hajime Isayama (諫山 創 Isayama Hajime?,  Ōyama, Prefectura de Ōita, Japón, 29 de agosto de 1986) es un mangaka japonés. Su primera obra, Attack on Titan (2009–2021), se convirtió en una de las series de manga más vendidas de todos los tiempos con 110 millones de copias en circulación hasta septiembre de 2022.

## Biografía
Isayama nació en Ōyama, Prefectura de Ōita, Japón, que ahora es parte de Hita. Asistía a la escuela secundaria superior Hita Rinko cuando comenzó a enviar obras de manga a concursos. Después de graduarse, se matriculó en el programa de diseño de manga del departamento de artes de Kyushu Designer Gakuen. En 2006, solicitó el Magazine Grand Prix conocido como MGP promovido por Kōdansha y una versión corta de Attack on Titan recibió el premio «Fine Work». A los veinte años, se mudó a Tokio y trabajó en un cibercafé para seguir una carrera en la escritura de manga. Este one-shot se incluiría más tarde con el primer Blu-ray de la adaptación al anime.
Originalmente, ofreció su trabajo al departamento de Shūkan Shōnen Jump de Shūeisha, donde se le aconsejó que modificara su estilo e historia para que fuera más adecuado para Shūkan Shōnen Jump. Él se negó y decidió llevarlo al departamento de la revista Shūkan Shōnen Magazine de Kōdansha.
En 2008, solicitó el premio 80° Shūkan Shōnen Magazine Freshman Manga, donde su trabajo Heart Break One recibió el premio Special Animement Award. Su otra obra, Orz, fue elegida como obra seleccionada en el mismo concurso al año siguiente.
En 2009, su primer trabajo en serie, Attack on Titan, comenzó en la revista mensual Bessatsu Shōnen Magazine. Ganó la categoría shōnen del 35.º Premio de Manga Kōdansha en 2011, y fue nominado tanto para el 4.º premio anual Manga Taishō como para el 16.º Premio Cultural Tezuka Osamu. Attack on Titan es lanzado en inglés por Kodansha USA y ha inspirado cinco series de manga derivadas, tres series de novelas ligeras, una adaptación de anime, varias novelas visuales y videojuegos, y una película de acción en vivo de dos partes. El resort Bungo Oyama Hibiki no Sato en su ciudad natal de Ōyama, realizó una exhibición gratuita que mostraba copias de los manuscritos de Isayama para el manga en 2013. El 1 de noviembre de 2014 se llevó a cabo un evento especial de Attack on Titan en Hita, al que asistieron Isayama y aproximadamente 2500 espectadores. Al día siguiente, Isayama pronunció un discurso en el salón cultural Patria Hita y fue nombrado oficialmente Embajador de Turismo de Hita por el alcalde de la ciudad, Keisuke Harada. En diciembre de 2018, anunció en su blog que se había casado a principios de ese año.

## Influencias
Isayama ha dicho en numerosas entrevistas que el manga que más le ha influenciado en su carrera ha sido Project ARMS, de Kyoichi Nanatsuki y Ryōji Minagawa, siendo este último con quien en 2014 pudo publicar un one-shot en Kōdansha. En una entrevista para la revista Brutus, Isayama comentó que el videojuego de ciencia ficción, Muv-Luv Alternative, le había dado varias ideas para comenzar la historia de Attack on Titan. Isayama también es fan de Breaking Bad y Game of Thrones, siendo esta última la serie que aseguró su final le decepcionó. También ha asegurado que aunque inicialmente su influencia para el final del manga era la película The Mist, finalmente decidió que Guardianes de la galaxia le estaba influenciando más.

## Trabajos
| Año       | Título                                                   | Editorial(es)                                                      | Notas | Ref.          |
| --------- | -------------------------------------------------------- | ------------------------------------------------------------------ | --- | ------------- |
| 2006      | Attack on Titan (進撃の巨人?)                            |                                                                    | Vesión one-shot                                                                                                   | [ 5 ]         |
| 2008      | Heart Break One (ハート ブレイク ワン Hāto Bureiku Wan?) |                                                                    | One-shot | [ 18 ]        |
| 2008      | Orz                                                      |                                                                    | One-shot | [ 19 ]        |
| 2009–2021 | Attack on Titan (進撃の巨人?)                            | Kōdansha (Japonés) Kodansha USA (Inglés)                           | Manga |               |
| 2013      | Attack on Titan Inside Kou (進撃の巨人 INSIDE 抗?)       |                                                                    | Perfiles de personajes, entrevistas.                                                                              |               |
| 2013      | Attack on Titan OUTSIDE Osamu (進撃の巨人 OUTSIDE 攻?)   |                                                                    | Arte conceptual, entrevistas. Incluye un borrador del capítulo 1 (2009)                                           |               |
| 2014      | Attack on Avengers                                       | Brutus (Japonés) Colossal Edition Vol. 2 por Kodansha USA (Inglés) | Crossover con Marvel Comics. Historia de Isayama, arte de Axel Alonso y Joe Quesada.                              | [ 20 ]        |
| 2014      | The Killing Pawn (ザ・キリング・ポーン Za Kiringu Pōn?)  |                                                                    | One-shot; arte de Ryōji Minagawa. Esto se agregó a la colección de cuentos cortos de Minagawa "Tensousha" (2021). | [ 21 ] [ 22 ] |

## Premios
| Año                                             | Premio                                              | Categoría                                     | Trabajo/Nominación                              | Resultado |
| ----------------------------------------------- | --------------------------------------------------- | --------------------------------------------- | ----------------------------------------------- | --------- |
| 2006                                            | Magazine Grand Prix                                 | Fine Work                                     | Attack on Titan (versión one-shot)              | Ganador   |
| 2008                                            | 80° Shūkan Shōnen Magazine Freshman Manga Award     | Special Encouragement Award                   | Heart Break One                                 | Ganador   |
| 81° Shūkan Shōnen Magazine Freshman Manga Award | Selected Work                                       | Orz                                           | Ganador                                         |           |
| 2011                                            | 4° Premios Manga Taishō                             | Mejor manga                                   | Attack on Titan                                 | Nominado  |
| 35° Kodansha Manga Award                        | Mejor manga shōnen                                  | Attack on Titan                               | Ganador                                         |           |
| 2012                                            | 16° Premio Cultural Tezuka Osamu                    | Premio mayor                                  | Attack on Titan                                 | Nominado  |
| 2013                                            | 20° Anime & Manga Grand Prix                        | La mejor esperanza de manga                   | Attack on Titan                                 | Ganador   |
| 19° Salón del Manga de Barcelona                | Best Shōnen Manga                                   | Attack on Titan                               | Ganador                                         |           |
| 6° Bros Comic Award                             | Gran premio (cómic a la animación)                  | Attack on Titan                               | Ganador                                         |           |
| 2014                                            | 18° Premio Cultural Tezuka Osamu                    | Premio mayor                                  | Attack on Titan                                 | Nominado  |
| 17° Attilio Micheluzzi Award                    | Mejor serie extranjera                              | Attack on Titan (publicado por Planet Manga)  | Ganador                                         |           |
| True Believer Comic Awards                      | Manga favorito                                      | Attack on Titan                               | Ganador                                         |           |
| 27° Premio Harvey                               | Mejor edición estadounidense de material extranjero | Attack on Titan (publicado por Kodansha USA)  | Ganador                                         |           |
| 21° Anime & Manga Grand Prix                    | Mejor manga                                         | Attack on Titan                               | Ganador                                         |           |
| E-Book Awards                                   | Premio mayor                                        | Attack on Titan (publicado por Kōdansha)      | Ganador                                         |           |
| E-Book Awards                                   | Categoría Cómic                                     | Attack on Titan (publicado por Kōdansha)      | Ganador 1.er. lugar                             |           |
| Pochi Awards                                    | Mejor manga internacional                           | Attack on Titan (publicado por Carlsen Manga) | Ganador                                         |           |
| 20° Salón del Manga de Barcelona                | Mejor manga shōnen                                  | Attack on Titan                               | Ganador                                         |           |
| NEO Awards                                      | Mejor manga                                         | Attack on Titan (publicado por Kodansha USA)  | Ganador                                         |           |
| 2015                                            | 1° Sugoi Japan Awards                               | Mejor serie de manga                          | Attack on Titan                                 | Ganador   |
| 11° AnimaniA Awards                             | Mejor manga internacional                           | Attack on Titan (publicado por Carlsen Manga) | Ganador                                         |           |
| Goodreads Choice Awards                         | Best Graphic Novels & Comics                        | Attack on Titan                               | 3er. lugar                                      |           |
| 2021                                            | 27° Salón del Manga de Barcelona                    | Mejor manga shōnen                            | Attack on Titan (publicado por Norma Editorial) | Nominado  |
| Noma Publishing Award                           | Noma Publishing Culture Award                       | Hajime Isayama                                | Ganador                                         |           |